# 6098 Mutojunkyu
6098 Mutojunkyu (tên chỉ định: 1991 UW3) là một tiểu hành tinh vành đai chính. Nó được phát hiện bởi Masanori Matsuyama và Kazuro Watanabe ở Kushiro, Hokkaidō, Nhật Bản, ngày 31 tháng 10 năm 1991. Nó được đặt theo tên Junkyu Muto, a Japanese sculptor và painter living in Italy.